# Johann II. (Schlüchtern)
Johann II., geborener Johann Zollner (* vor 1436; † Frühjahr 1457) war Abt des Klosters Schlüchtern und dessen erster Abt nicht-adeliger Herkunft.
Johann Zollner war zunächst Prior unter seinem Vorgänger Dietrich II. und damit Anführer der Konventualen, die sich in entschiedener Opposition zu ihrem Abt befanden. Als Dietrich II. 1436 auf politischen Druck des Klostervogtes, Graf Reinhard II. von Hanau, zurücktreten musste, kam Johann Zollner als dessen Nachfolger zum Zug. Für den Grafen, der bestrebt war, seine Landesherrschaft auch hinsichtlich des umfangreichen Grundbesitzes des Klosters im oberen Kinzigtal durchzusetzen, kam ein bürgerlicher Kandidat ohne die sonst üblichen familiären Verflechtungen in den Niederadel der Region sehr gelegen. Johann II. wurde vermutlich – wie üblich – vom Konvent gewählt, dann aber vom Grafen dem Diözesanbischof in Würzburg, Johann II. von Brunn, präsentiert, was neu war und ebenfalls ein Zeichen dafür ist, wie die Grafen von Hanau bestrebt waren, das Kloster in ihre Landesherrschaft einzugliedern. Der Bischof akzeptierte dieses Vorgehen. Letztmals 1456 durch eine Urkunde bezeugt, scheint Johann II. im Frühjahr 1457 verstorben zu sein.